# Čertižné

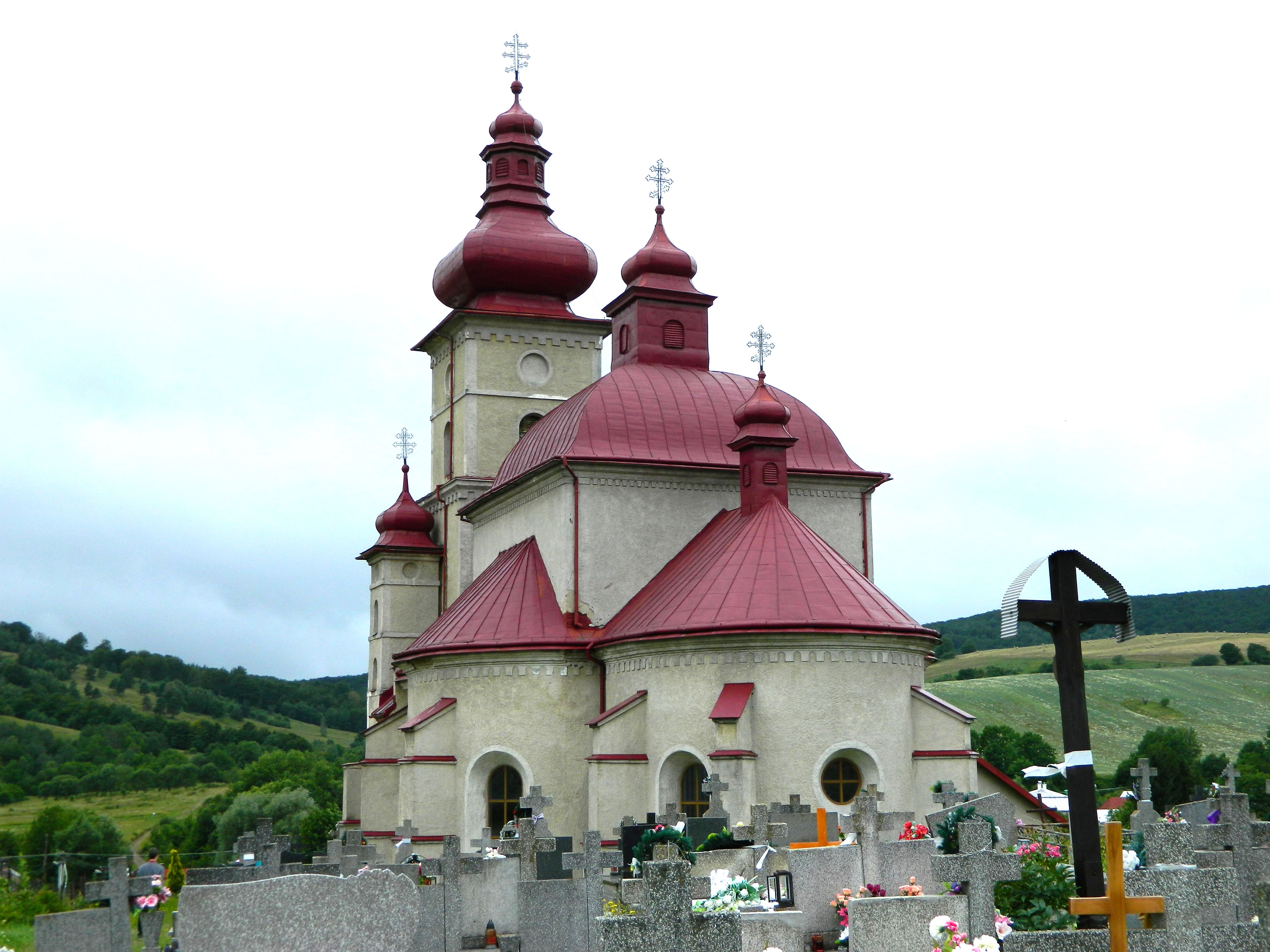
Cerkiew greckokatolicka

Čertižné (rusiń. Чертiжне, Czertiżne; węg. Nagycsertész) – wieś (obec) na Słowacji, w kraju preszowskim, w powiecie Medzilaborce.

## Położenie
Wieś leży na północnym skraju historycznego kraju Zemplin. Położona jest w dolinie źródłowego toku rzeki Laborec, u południowych skłonów przełęczy Beskid nad Czeremchą.

## Historia
Lokowana w roku 1431, należała przez długi czas do „państwa” feudalnego z siedzibą w Humennem. Była zamieszkana przez ludność rusińską, zajmującą się głównie hodowlą bydła i owiec oraz pracą w lesie. Zniszczona w czasie walk zimą 1915 r., ucierpiała ponownie w czasie wyzwalania spod okupacji niemieckiej jesienią 1944 r. Na początku XX w. i w latach międzywojennych znaczna część ludności zdecydowała się na emigrację. 14 marca 1935 r. miejscowi chłopi wzięli udział w strajku przeciw bezwzględnym wywłaszczeniom z ziemi zadłużonych rolników, który wybuchł w sąsiedniej wsi Habura (tzw. Haburska vzbura). Wydarzenia te upamiętnia tablica na budynku dawnego posterunku żandarmerii.
Obecnie wieś liczy 357 mieszkańców i 226 domów, z czego jednak ok. 40 jest niezamieszkanych (stan na 1 stycznia 2015). Posiada komunikację autobusową z Medzilaborcami. W miejscowości znajduje się cerkiew greckokatolicka p.w. Wniebowstąpienia Pana z 1928 r. (wewnątrz starsze wyposażenie z XVIII w.) i kilka kamiennych krzyży przydrożnych. Zachowało się zaledwie parę drewnianych zabudowań.
Čertižné było jedną z głównych wsi kształtowania się świadomości rusińskiej na terenie dzisiejszej Słowacji. Na miejscowym cmentarzu jest pochowanych kilku znanych rusińskich działaczy społecznych i kulturalnych, w tym tak wybitni jak Adolf Ivanovič Dobrianskyj (1817–1901) czy Julij Stavrovskyj-Popradov (1850–1899).

## Transport
Z Čertižného przez położoną powyżej niego przełęcz Beskid nad Czeremchą (słow. Čertižské sedlo) przechodzi bita droga do Jaślisk (w Polsce).

## Turystyka
Wieś jest punktem wyjściowym dwóch znakowanych szlaków turystycznych: zielonego na przełęcz Beskid nad Czeremchą (1 godz. 05 min.) oraz czerwonego przez Mihucov kút i Klimov do Mikovej. Na jej terenie wyznakowano również kilka szlaków rowerowych oraz zimową trasę narciarską.

## Ochrona przyrody
Znaczna część terenu katastralnego wsi leży w granicach Obszaru Chronionego Krajobrazu Wschodnie Karpaty. Na południowym skraju wsi, u ujścia drobnego lewobrzeżnego dopływu Laborca, usytuowany jest niewielki rezerwat przyrody Čertižnianské lúky.